# Боббі Сіммонс
Боббі Сіммонс (англ. Bobby Simmons, нар. 2 червня 1980, Чикаго, Іллінойс, США) — американський професійний баскетболіст, що грав на позиції легкого форварда за низку команд НБА. Гравець національної збірної США.

## Ігрова кар'єра
На університетському рівні грав за команду Депол (1998–2001). 
2001 року був обраний у другому раунді драфту НБА під загальним 41-м номером командою «Сіетл Суперсонікс». Проте професіональну кар'єру розпочав 2001 року виступами за «Вашингтон Візардс», куди був обміняний одразу після драфту на Предрага Дробняка. У вересні 2002 року Сіммонса обміняли до «Детройта», який в свою чергу відрахував гравця з команди. Після цього він повторно підписав контракт з «Вашингтоном». 
З 2003 по 2005 рік грав у складі «Лос-Анджелес Кліпперс». Сезон 2004—2005 став для нього проривним — він набирав в середньому 16,4 очки за гру, а в кінці сезону отримав нагороду Найбільш прогресуючому гравецю НБА.
2005 року перейшов до «Мілвокі Бакс», у складі якої провів наступні 3 сезони своєї кар'єри. Його результативність дещо впала, а після травми гомілкостопа, через яку пропустив весь сезон 2006—2007, кар'єра пішла на спад.
Наступною командою в кар'єрі гравця була «Нью-Джерсі Нетс», за яку він відіграв 2 сезони.
У вересні 2010 року підписав контракт з «Сан-Антоніо Сперс». Проте зігравши 2 матчі, був відрахований з команди.
У березні 2011 року перейшов до  команди Ліги розвитку НБА «Ріно Біггорнс», у складі якої провів наступний сезон своєї кар'єри.
Останньою ж командою в кар'єрі гравця стала «Лос-Анджелес Кліпперс», до складу якої він приєднався в лютому 2012 року і за яку відіграв залишок сезону.

## Статистика виступів в НБА

### Регулярний сезон
| Сезон             | Команда                 | GP  | GS  | MPG  | FG%  | 3P%  | FT%  | RPG | APG | SPG | BPG | PPG  |
| ----------------- | ----------------------- | --- | --- | ---- | ---- | ---- | ---- | --- | --- | --- | --- | ---- |
| 2001–02           | «Вашингтон Візардс»     | 30  | 3   | 11.4 | .453 | .286 | .733 | 1.7 | .6  | .4  | .2  | 3.7  |
| 2002–03           | «Вашингтон Візардс»     | 36  | 2   | 10.5 | .393 | .000 | .914 | 2.1 | .6  | .3  | .1  | 3.3  |
| 2003–04           | «Лос-Анджелес Кліпперс» | 56  | 8   | 24.6 | .394 | .167 | .834 | 4.7 | 1.7 | .9  | .3  | 7.8  |
| 2004–05           | «Лос-Анджелес Кліпперс» | 75  | 74  | 37.3 | .466 | .435 | .846 | 5.9 | 2.7 | 1.4 | .2  | 16.4 |
| 2005–06           | «Мілвокі Бакс»          | 75  | 74  | 33.8 | .453 | .420 | .825 | 4.4 | 2.3 | 1.1 | .3  | 13.4 |
| 2007–08           | «Мілвокі Бакс»          | 70  | 21  | 21.7 | .421 | .351 | .757 | 3.2 | 1.1 | .7  | .1  | 7.6  |
| 2008–09           | «Нью-Джерсі Нетс»       | 71  | 44  | 24.4 | .449 | .447 | .741 | 3.9 | 1.3 | .7  | .1  | 7.8  |
| 2009–10           | «Нью-Джерсі Нетс»       | 23  | 2   | 17.2 | .359 | .317 | .900 | 2.7 | .7  | .7  | .1  | 5.3  |
| 2010–11           | «Сан-Антоніо Сперс»     | 2   | 0   | 8.0  | .000 | .000 | .000 | .0  | 1.0 | .0  | .0  | .0   |
| 2011–12           | «Лос-Анджелес Кліпперс» | 28  | 0   | 14.9 | .311 | .333 | .571 | 2.0 | .4  | .5  | .1  | 2.9  |
| Усього за кар'єру | Усього за кар'єру       | 466 | 228 | 24.7 | .437 | .396 | .823 | 3.8 | 1.5 | .8  | .2  | 9.0  |

### Плей-оф
| Сезон             | Команда                 | GP | GS | MPG  | FG%  | 3P%  | FT%  | RPG | APG | SPG | BPG | PPG |
| ----------------- | ----------------------- | -- | -- | ---- | ---- | ---- | ---- | --- | --- | --- | --- | --- |
| 2006              | «Мілвокі Бакс»          | 5  | 5  | 31.8 | .333 | .417 | .000 | 3.6 | 2.0 | 1.8 | .2  | 6.6 |
| 2012              | «Лос-Анджелес Кліпперс» | 4  | 1  | 8.0  | .556 | .250 | .000 | .3  | .0  | .0  | .0  | 2.8 |
| Усього за кар'єру | Усього за кар'єру       | 9  | 6  | 21.1 | .373 | .375 | .000 | 2.1 | 1.1 | 1.0 | .1  | 4.9 |